# たじみそ焼きそば
たじみそ焼きそば（たじみそやきそば）は、岐阜県多治見市のご当地グルメ（ご当地焼きそば）である。2010年の市政70周年記念イベント｢多治見焼きもんコンテスト」で発案されたメニューが元になっている。

## 概要
コンテストでは従来から存在した「みそ焼きそば」をヒントに、回鍋肉に使用していたタレを麺に絡める形で調理された。コンテストでグランプリとなり、その後市内で提供店舗が出現した。
ピリ辛味噌で味付けし、半熟卵（目玉焼き）をのせている。目玉焼きは、日本一の暑さだった多治見にちなんだ太陽をイメージしている。
市内にある24軒の飲食店で提供され、各店が独自の味噌ダレを仕込むなどのバリエーションがある。

## キャラクター
- やきそばあちゃんというキャラクターが設定されている[3]。